# Iamamiwhoami
iamamiwhoami (произносится как ай эм эм ай ху эм ай) — мультимедийный музыкальный проект, смешивающий в себе разные жанры электронной музыки, такие как ambient, synthpop, dream pop и trip hop, Этот видеоролик и последующие вирусно распространились среди пользователей видеохостинга. Основные участники проекта - музыканты Йонна Ли и Клаес Борклунд. Так же значительный вклад в проект внесли Робин Кемпе-Бергман a.k.a. Робинович (режиссёр), Йон Странд (оператор)  и Августин Моро (художник-постановщик). Проект стартовал 4 декабря 2009, когда на официальный канал iamamiwhoami было загружено первое загадочное видео. 

## История проекта

### 2009-2010 - Prelude
Проект был задуман и воссоздан совместно с режиссёром Робином Кемп-Бергманом, оператором и фотографом Йоном Страндом и дизайнером Августином Моро. Начиная с декабря 2009 года через канал проекта на YouTube было выпущено несколько коротких видеороликов, после которых спустя время были опубликованы полноценные музыкальные клипы. Участие Ли не было полностью подтверждено вплоть до августа 2012 года, когда она дала первое интервью, представив проект от своего лица. "Я не скрывала, кто я, но и не говорила об этом открыто, потому что главное значение имело суть нашей работы, а так же то, как моя личность могла быть воспринята зрителем".
Первый видеоклип проекта, Prelude 699130082.451322, был загружен 4 декабря 2009. В течение зимы были загружены ещё пять тизеров, в конце каждого было изображение животного. Названия клипов — это цифровой шифр. Подставляя вместо числа букву английского алфавита, номер в алфавите которой соответствует числу, получаются слова ”educational”/”обучающий”, “i am”/”я (есть)”, “it’s me”/”это я”, “mandragora”, “officinarum” и “welcome home”/”добро пожаловать домой”. Mandragora officinarum — латинское название растения мандрагоры, вызывающего галлюцинации. Также мандрагора является мифическим существом с волшебным голосом, способным свести с ума. Клипы привлекли достаточное внимание музыкальных журналов, но главное — уже столь скоро появившихся фанатов, которые расшифровывали значение клипов и шифров.
Известно так же, что BOUNTY было изначальным названием проекта, а iamamiwhoami всего лишь названием youtube-канала - которое намекало, что нужно разгадать шифр в видеороликах, и ответить на вопрос "кто я?". В конце каждой прелюдии животное "подсказывает" по одной букве, собранные вместе буквы, образуют в итоге слово bounty

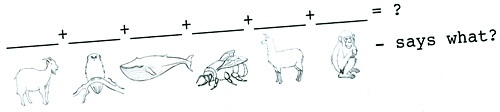
says what? = bounty

### 2010 - bounty и IN CONCERT
В марте 2010 на Youtube-аккаунт iamamiwhoami был загружен первый полноценный музыкальный клип — "b". За ним, вплоть до августа, последовали ещё шесть клипов: "o", "u-1"/"u-2", "n", "t" и "y". Вместе эти буквы образуют слово "bounty". Клипы сохраняли атмосферу таинственности, были сфокусированы на природе и символах-метафорах, в клипах появлялись различные персонажи и животные, а женщина-мандрагора появлялась всё в более странных образах. Вместе они образовывали одну единую историю.
Личность Йонны Ли не была ясна до релиза клипа "t" — первого клипа, в котором Йонна предстала перед камерой без скрывающего макияжа.
В октябре 2010 iamamiwhoami попросили одного волонтёра, которого фанаты выбрали посредством голосования. Им оказался ShootUpTheStation. Он отправился в путешествие в Швецию, где был принят в отеле в Стокгольме. В течение трёх дней пребывания в нём у него были намечены встречи с неизвестными людьми, а затем и с самой Йонной. Вместе они поехали в лес, где произошёл первый "концерт" iamamwhoami — IN CONCERT. На самом деле концерт проводился для зрителей за мониторами и транслировался на официальном сайте towhomitmayconcern.cc в течение нескольких часов. В конце концерта ShootUpTheStation был, по сюжету, сожжён. Всё его путешествие от посадки на самолёт до самого конца было задокументировано на видеокамеру.
Трансляцию концерта фанаты успели записать, а официальная аудиозапись была некоторое время доступна на iTunes.

### 2011 - ;john, clump и выступление на WAY OUT WEST
В мае 2011 на Youtube аккаунт iamamiwhoami было загружено новое видео — "; john" — которое продолжило серию "bounty". Одновременно с его выходом было объявлено первое живое выступление iamamiwhoami на фестивале Way Out West. За две недели до концерта было выпущено завершающее серию "bounty" видео — "clump", а на самом концерте были исполнены все выпущенные на данный момент песни (а так же песня "telesvar", которую можно было на тот момент послушать, только позвонив по телефону +46 702 888 037, который был указан на афише с анонсом концерта).
Хотя все песни были выпущены до августа 2011, сам альбом выйдет только в 2013 году при поддержке лейбла. На момент 2011 года даже не было до конца ясно, были ли "; john" и "clump" частью той же эры, что и видеоклипы 2010го.

### 2012 - kin
В феврале 2012 iamamiwhoami анонсировали выход дебютного альбома "kin", назначенный на 11 июня. До его выхода с двухнедельным интервалом были выложены все девять новых клипов, которые продолжили историю "bounty". Йонна Ли продолжила работать с той же командой, но визуальный стиль видеоклипов поменялся — в клипах стало больше городской обстановки и появились новые персонажи.
"kin" — это первый официальный альбом iamamiwhoami, получивший релиз в физическом формате благодаря лейблу Cooperative Music (и на их собственном лейбле "To whom it may concern." где выпускались все работы и до этого). Только летом 2012 команда iamamiwhoami раскрыла себя. Йонна начала давать интервью, и у iamamiwhoami появились официальные странички в социальных сетях.
Летом и осенью 2012 у iamamiwhoami прошёл первый тур в честь выхода альбома. Сорокапятиминутный фильм "kin" показывался на европейских кинофестивалях.

### 2014-2015 - BLUE
В январе 2014 Йонна и Клаес прекратили сотрудничество с лейблом Cooperative Music и самостоятельно, на своём лейбле To whom it may concern. выпустили песню и клип "fountain" — первую главу нового альбома iamamiwhoami. Вместе с её релизом был открыт фонд GENERATE, с помощью которого фанаты могли финансово поддерживать проект. За "fountain" последовали "hunting for pearls" и "vista", которые так же были созданы на деньги фанатов.
Йонна Ли перестала сотрудничать с Робином Кемп-Бергманом при создании видеоклипов новой эры и организовала с Йоном творческий дуэт "WAVE". В новых видеоклипах акцент был поставлен на сцены с морями и океанами, а во многих клипах фигурируют фигуры в чёрном.
В июле 2014 iamamiwhoami объявили о дате выхода нового альбома "BLUE" — 10 ноября. Альбом получил релиз как в традиционных версиях (на iTunes, в виде лимитированной версии CD и на виниле), так и в инновационном формате — интерактивный сайт "the BLUE island", на котором хранились все материалы в HQ. Так же на нём был доступен чат с другими фанатами и дополнительный эксклюзивный материал (например ранее не выпущенные песни). Сам альбом немного отличался по звучанию от предыдущих — у альбома более сформированное общее звучание и больший уход в синти-поп.
До конца 2014 были выпущены все главы эры "BLUE". Наконец получила свой релиз песня "shadowshow", которая впервые была исполнена ещё на "IN CONCERT" 2010 года. Глава "shadowshow" завершает альбом.
Об альбоме Йонна сказала: “Мы хотели создать альбом, честно выражающий наши эмоции; альбом, живущий вне времени. Он рассказывает об испытаниях, через которые мы и наши слушатели прошли вместе, чтобы сохранить независимость и свободу творчества."
В феврале 2015 видеоклипы BLUE были объединены в единый фильм. В фильм были включены дополнительные клипы-связки и дополнительная глава "dive". Фильм был выпущен на DVD, на сайте Vimeo On Demand и на the BLUE island.
В апреле 2015 состоялся новый онлайн-концерт iamamiwhoami — "CONCERT IN BLUE". На концерте была исполнена новая песня "the deadlock", которая предположительно была написана ещё в 2011 году. За месяц до концерта команда iamamiwhoami попросила фанатов прислать для них свои фотографии и видеозаписи, в которых фанаты поют песни "blue blue" и "shadowshow". Эти материалы были использованы на самом концерте и в книге "CONCERT IN BLUE", в которую так же были включены фанарт, фотографии с концерта и тексты песен. В книгу вошло около 400 фотографий фанатов.

## Дискография
- bounty (2010)
- IN CONCERT (2010)
- kin (2012)
- BLUE (2014)
- CONCERT IN BLUE (2015)
- KRONOLOGI (2020)
- KONSERT (2020)
- Be Here Soon (2022)

## Видеография
| Название видео                                                                                          | Информация                                                                    |
| --- | ----------------------------------------------------------------------------- |
| Prelude 699130082.451322-5.4.21.3.1.20.9.15.14.1.12 Архивная копия от 3 декабря 2017 на Wayback Machine | Видео было загружено 4 декабря 2009 г., но потом перезалито 31 января 2010 г. |
| 9.1.13.669321018 Архивная копия от 7 апреля 2018 на Wayback Machine                                     | Видео было загружено 7 января 2010 г., но потом перезалито 1 февраля 2010 г.  |
| 9.20.19.13.5.723378 Архивная копия от 4 апреля 2018 на Wayback Machine                                  | Видео было загружено 25 января 2010 г., но потом перезалито 1 февраля 2010 г. |
| 13.1.14.4.18.1.7.15.18.1.1110 Архивная копия от 1 марта 2018 на Wayback Machine                         | Видео было загружено 10 февраля 2010 г.                                       |
| 15.6.6.9.3.9.14.1.18.21.13.56155 Архивная копия от 7 апреля 2018 на Wayback Machine                     | Видео было загружено 22 февраля 2010 г                                        |
| 23.5.12.3.15.13.5–8.15.13.5.3383 Архивная копия от 9 июля 2017 на Wayback Machine                       | Видео было загружено 1 марта 2010 г.                                          |
| b Архивная копия от 4 июля 2017 на Wayback Machine                                                      | Видео было загружено 14 марта 2010 г.                                         |
| o Архивная копия от 6 июля 2017 на Wayback Machine                                                      | Видео было загружено 12 апреля 2010 г.                                        |
| u-1 Архивная копия от 8 июля 2017 на Wayback Machine                                                    | Видео было загружено 3 мая 2010 г.                                            |
| u-2 Архивная копия от 4 апреля 2018 на Wayback Machine                                                  | Видео было загружено 7 мая 2010 г.                                            |
| n Архивная копия от 6 июля 2017 на Wayback Machine                                                      | Видео было загружено 2 июня 2010 г.                                           |
| t Архивная копия от 8 апреля 2018 на Wayback Machine                                                    | Видео было загружено 30 июня 2010 г.                                          |
| y Архивная копия от 7 сентября 2017 на Wayback Machine                                                  | Видео было загружено 4 августа 2010 г.                                        |
| 20101001                                                                                                | Видео было загружено 1 октября 2010 г., но затем удалено 16 ноября 2010г.     |
| 20101104 Архивная копия от 25 ноября 2017 на Wayback Machine                                            | Видео было загружено 3 ноября 2010г.                                          |
| IN CONCERT                                                                                              |                                                                               |
| ; john Архивная копия от 25 ноября 2017 на Wayback Machine                                              | Видео было загружено 15 мая 2011 г.                                           |
| clump Архивная копия от 4 октября 2017 на Wayback Machine                                               | Видео было загружено 31 июля 2011 г.                                          |
| kin 20120611 Архивная копия от 6 апреля 2018 на Wayback Machine                                         | Видео было загружено 1 февраля 2012 г.                                        |
| sever Архивная копия от 11 августа 2017 на Wayback Machine                                              | Видео было загружено 14 февраля 2012 г.                                       |
| drops Архивная копия от 9 апреля 2019 на Wayback Machine                                                | Видео было загружено 28 февраля 2012 г.                                       |
| good worker Архивная копия от 27 июня 2017 на Wayback Machine                                           | Видео было загружено 13 марта 2012 г.                                         |
| play Архивная копия от 29 августа 2017 на Wayback Machine                                               | Видео было загружено 27 марта 2012 г.                                         |
| in due order Архивная копия от 5 апреля 2018 на Wayback Machine                                         | Видео было загружено 10 апреля 2012 г.                                        |
| idle talk Архивная копия от 14 марта 2018 на Wayback Machine                                            | Видео было загружено 24 апреля 2012 г.                                        |
| rascal Архивная копия от 10 апреля 2019 на Wayback Machine                                              | Видео было загружено 8 мая 2012 г.                                            |
| kill Архивная копия от 5 апреля 2018 на Wayback Machine                                                 | Видео было загружено 22 мая 2012 г.                                           |
| goods Архивная копия от 12 сентября 2017 на Wayback Machine                                             | Видео было загружено 5 июня 2012 г.                                           |
| fountain Архивная копия от 23 сентября 2017 на Wayback Machine                                          | Видео было загружено 21 января 2014 г.                                        |
| hunting for pearls Архивная копия от 14 сентября 2017 на Wayback Machine                                | Видео было загружено 26 февраля 2014 г.                                       |
| vista Архивная копия от 25 ноября 2017 на Wayback Machine                                               | Видео было загружено 28 апреля 2014 г.                                        |
| tap your glass Архивная копия от 5 апреля 2018 на Wayback Machine                                       | Видео было загружено 4 августа 2014 г.                                        |
| blue blue Архивная копия от 12 декабря 2017 на Wayback Machine                                          | Видео было загружено 5 сентября 2014 г.                                       |
| thin Архивная копия от 24 февраля 2017 на Wayback Machine                                               | Видео было загружено 2 октября 2014 г.                                        |
| chasing kites Архивная копия от 16 ноября 2017 на Wayback Machine                                       | Видео было загружено 2 октября 2014 г.                                        |
| ripple Архивная копия от 14 июля 2017 на Wayback Machine                                                | Видео было загружено 18 ноября 2014 г.                                        |
| the last dancer Архивная копия от 12 февраля 2017 на Wayback Machine                                    | Видео было загружено 4 декабря 2014 г.                                        |
| shadowshow Архивная копия от 6 июня 2017 на Wayback Machine                                             | Видео было загружено 22 декабря 2014 г.                                       |